# Lillian Marie Bounds

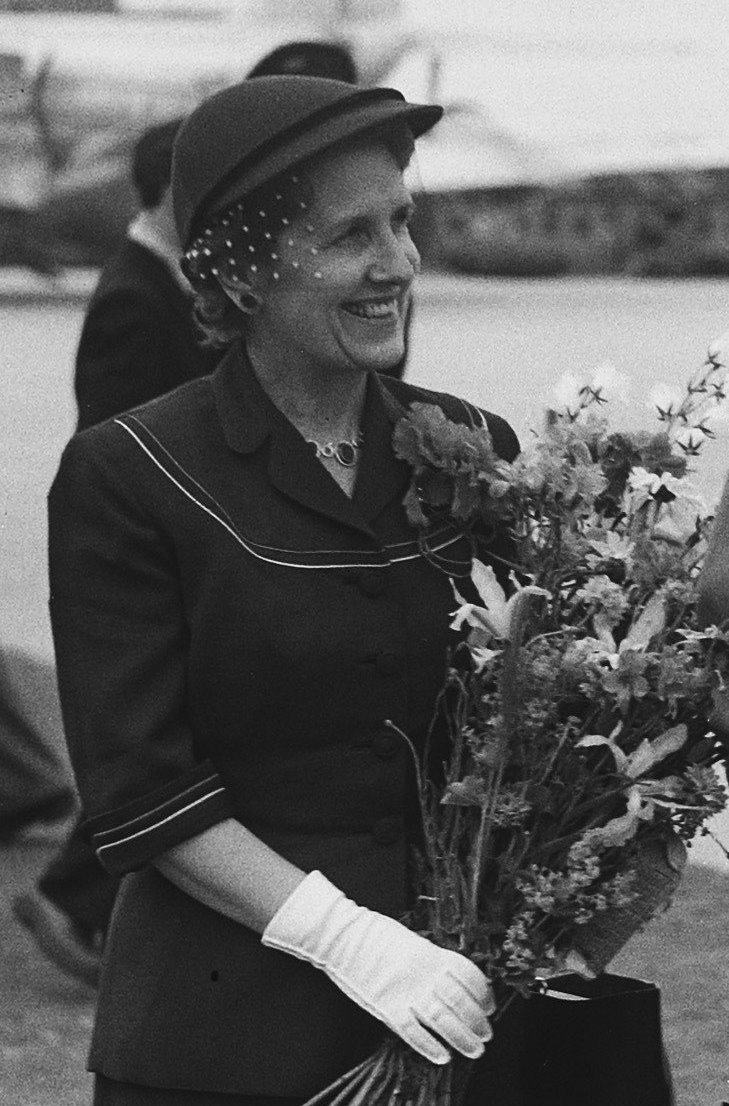
Lilian Bounds (1951)

Lillian Marie Bounds, född 15 februari 1899 i Spalding, Idaho, död 16 december 1997 i West Los Angeles, Los Angeles, Kalifornien, var en amerikansk filantrop. Hon gifte sig 1925 med Walt Disney.
Lillian Bounds växte upp i Idaho, yngst i en familj med tio barn. År 1923 flyttade hon till Kalifornien för att bo med sin äldre syster och hennes familj. Bounds lärde känna Walt Disney då hon arbetade vid hans animationsstudio och de blev sedan ett par och gifte sig den 13 juli 1925 och förblev gifta fram till hans död 1966. De fick ett barn Diane (1933–2013) och adopterade även ett, Sharon (1936–1993). Tre år efter Walt Disneys död gifte hon om sig med affärsmannen John L. Truyens (1907–1981), med vilken hon förblev gift fram till dennes död.
Byggandet av Walt Disney Concert Hall startades 1987 efter en donation på femtio miljoner dollar från Bounds.  